# GC Mascara
El Ghali Club Mascara es un equipo de fútbol de Argelia que juega en la CNFA - D3, la llamada tercera División de Argelia.

## Historia
Fue fundado en 1924 en la ciudad de Mascara (Argelia) y logró ganar el título de liga por única vez en el año 1984, y como consecuencia calificar a su único torneo internacional de su historia, la Copa Africana de Clubes Campeones del año 1985.
El equipo es más conocido por que de ahí salió Lakhdar Belloumi, catalogado como uno de los mejores jugadores de Argelia de todos los tiempos y toda su carrera la tuvo con este equipo.
La última temporada del equipo en el Championnat National de Première Division fue la del 2004-05.

## Palmarés
- Championnat National de Première Division : 1

1984

## Jugadores destacados
- Lakhdar Belloumi - 1981 Futbolista Africano del Año
- Benali Amar Boubekeur (Baker)
- Mohamed Embarek
- Mohamed Boutaleb
- Mohamed Henkouche
- Sid Ahmed Belkedrouci
- Mahi Khennane
- Abdelhamid Issaad
- Mohamed Benmessabih
- Ahmed Kessas
- Mokhtar Baghdous
- Mohamed Yessad
- Mohamed Benhamena
- Saadoun Abdelkader Ghomis
- Ali Embarek
- Hamid Issaad